# Embedding
En matemàtiques, el terme anglès embedding s'utilitza sovint per a designar una inclusió d'un objecte d'una determinada estructura dins un altre.
Un embedding és un morfisme injectiu
f: X → Y que estableix un isomorfisme de X amb la seva imatge f(X) dins Y. Cal parar atenció perquè no tot morfisme injectiu és un embedding. En les categories més habituals de l'àlgebra, els morfismes injectius són embeddings, però això no és així en topologia o geometria diferencial, per exemple.
Donats X i Y, pot haver-hi molts embeddings diferents de X en Y. A vegades n'hi ha algun de privilegiat, el qual permet identificar X amb la seva imatge. Per exemple, hi ha morfismes injectius ℚ → ℝ → ℂ (en aquest cas s'anomenen extensió de cossos) que identifiquen ℚ com a subcòs de ℝ i ℝ com a subcòs de ℂ. Un cas particular d'embedding és la inclusió d'un subconjunt d'un altre dotat de la mateixa estructura induïda. Per exemple, un grup que és un subgrup d'un altre, o una varietat diferenciable que és subvarietat d'una altra.

## Terminologia
El terme embedding no té una traducció acceptada comunament en català, tot i que se suggereix incrustació. En àlgebra pot ser substituït per immersió, però cal advertir que en geometria diferencial aquest terme designa un concepte diferent del d'embedding. La versió francesa plongement suggereix que es podria traduir com capbussament o immersió.

## Topologia
En topologia, un embedding és una aplicació f: X → Y contínua i injectiva entre espais topològics tal que indueix un homeomorfisme entre X i la seva imatge f(X). La darrera condició significa, de manera més precisa, el següent: l'aplicació obtinguda restringint la imatge de f, és a dir, f0: X → f(X), on f(X) té la topologia induïda com a subespai topològic de Y, és un homeomorfisme.
Una aplicació contínua i injectiva f: X → Y que a més sigui oberta o tancada és un embedding. Tanmateix, un embedding pot no ser ni obert ni tancat, senzillament perquè la seva imatge f(X) no sigui un subconjunt obert ni tancat de Y. Un cas senzill es presenta quan X és un espai quasicompacte i Y és un espai separat: en tal cas tota injecció contínua és un embedding.

## Geometria diferencial
En geometria diferencial, un embedding és una immersió injectiva f: M → N entre varietats diferenciables que és un embedding topològic, és a dir, tal que indueix un homeomorfisme amb la imatge. Per a aquest cas, cal saber que una aplicació diferenciable f: M → N entre dues varietats diferenciables es diu immersió quan totes les seves aplicacions tangents Tpf: TpM → Tf(p)N són injectives.
Si f: M → N és un embedding aleshores la imatge f(M) és una subvarietat regular de N, i l'aplicació induïda fo: M → f(M) és un difeomorfisme. Per aquest motiu en geometria diferencial un embedding també s'anomena immersió difeomorfa.
La inclusió d'una subvarietat regular d'una varietat diferenciable és trivialment un embedding.
Hi ha immersions injectives que no són embeddings. Tanmateix, si f és una immersió injectiva que és una aplicació oberta o una aplicació tancada, llavors és un embedding.
Això darrer passa sempre que M sigui una varietat compacta.
D'altra banda, un embedding pot no ser obert ni tancat. Per exemple, l'aplicació f: ]0,+∞[ → ℝ²; t ↦ (t cost, t sint) és un embedding, però la seva imatge no és oberta ni tancada.
Convé notar que una aplicació diferenciable entre varietats diferenciables que sigui un embedding topològic pot no ser un embedding en el sentit de varietats diferenciables.
Per exemple, l'aplicació f: ℝ → ℝ²; t ↦ (t3, 0) és un embedding topològic i una aplicació diferenciable, i la seva imatge és una subvarietat; tanmateix, f no és una immersió, i doncs no és un embedding.
El teorema d'embedding de Whitney afirma que, si M és una varietat diferenciable de dimensió m > 0, amb base numerable d'oberts, llavors existeix un embedding de M en ℝ2m.

## Geometria riemanniana
Si (M,g) i (N,h) són varietats riemannianes, un embedding isomètric és un embedding (diferenciable) F: M → N que preserva la mètrica riemanniana, en el sentit que g = F*(h).
El teorema d'embedding de Nash afirma que tota varietat riemanniana amb base numerable d'oberts té un embedding isomètric en un espai euclidià ℝn.